# قوانين الشطرنج

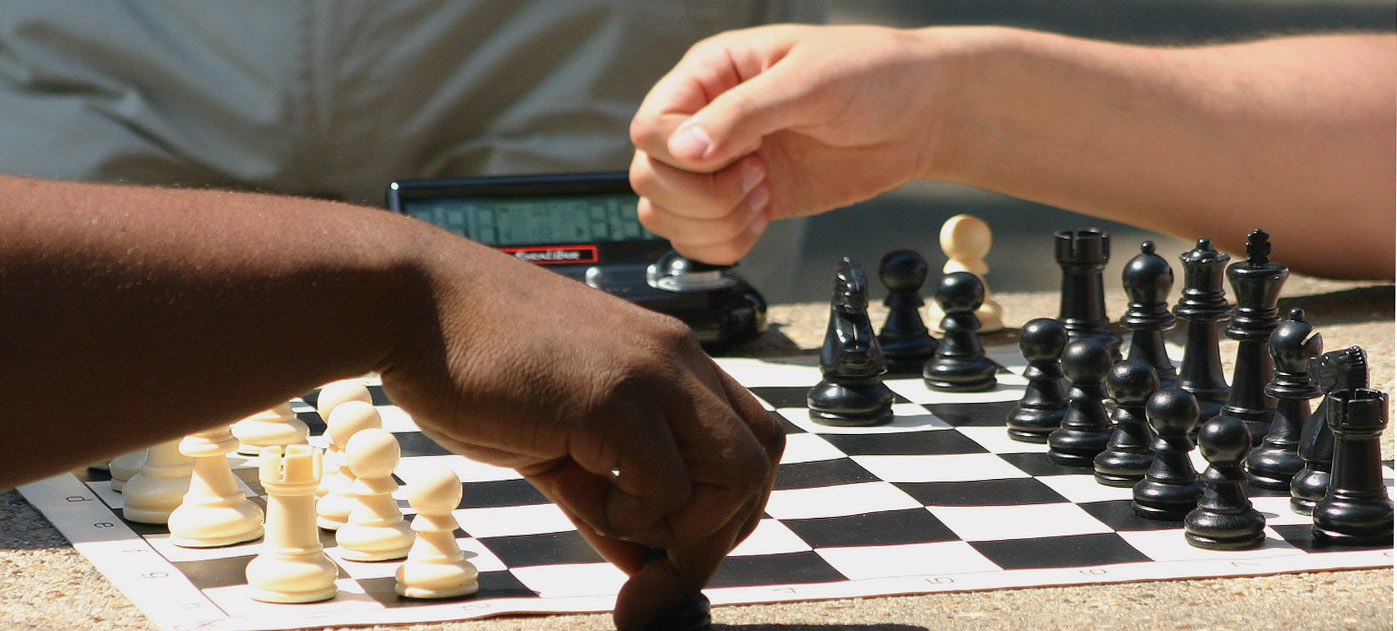
لعبة الشطرنج مثل القتال بالسيف، عليك التفكير أولاً قبل التحرك. لورد

قوانين الشطرنج أو قواعد الشطرنج هي قوانين تحكم وتسيّر كيفية لعب الشطرنج، بدأت هذه القوانين تتجلى إلى شكلها الحالي في العصور الوسطى واستمرت في التغير تدريجياً بشكل طفيف حتى وصلت لهيئتها الحالية في بداية القرن الـ 19، في حين أنه لا تعرف أصولها وقواعدها الأولى، في يومنا الحالي الهيئة الدولية للشطرنج: الاتحاد الدولي للشطرنج هو الذي يحدد قوانين الشطرنج مع تغييرات طفيفة في بعض الاتحادات الوطنية للشطرنج لأهدافها الخاصة، وتوجد قوانين متنوعة تخص كلا من الشطرنج السريع، شطرنج المراسلة، الشطرنج على الويب ومتغيرات الشطرنج.
الشطرنج هي لعبة يلعبها شخصان على رقعة الشطرنج بستة عشر قطعة لكل لاعب، تتحرك هذه القطع حركات معينة والهدف من اللعبة هو الإماتة وهي تهديد الملك بأخذ حتمي، ولا يشترط أن تنتهي اللعبة بالإماتة ففي بعض الأحيان يستسلم اللاعبون حين يتيقنون من خسارتهم، وبالإضافة لذلك توجد العديد من السبل تنتهي بها اللعبة على التعادل.
وفضلاً عن الحركات الأساسية للقطع تتحكم القوانين في المعدات المستخدمة، التحكم في الوقت، السلوكات الأخلاقية للاعبين، متطلبات اللاعبين المعاقين جسدياً، تسجيل النقلات باستخدام تأشيرات الشطرنج، وكذلك توفير أطر لحل المشاكل غير الاعتيادية التي يمكن أن تظهر خلال اللعبة.

## القواعد الأساسية للعب

### طبيعة وأهداف رياضة الشطرنج
- تلعب مباراة الشطرنج بين متنافسين اثنين يتبادلان تحريك القطع على رقعة مربعة تسمى رقعة الشطرنج. يبدأ اللعب بنقلة اللاعب الذي لديه القطع البيضاء. ويعدّ اللاعب هو «صاحب النقلة» عندما يكون منافسه قد أتم أداء نقلته.

- يهدف كل لاعب إلى وضع ملك منافسه «تحت التهديد» بحيث لا يستطيع المنافس أداء أي نقلة قانونية تنقذ ملكه. اللاعب الذي يحقق هذا الهدف يقال أنه«كش مات» ملك منافسه ويفوز بالمباراة. لا يُسمح للاعب أن يترك ملكه مهددا أو أن يعرضه للهجوم ويُمنع أسر ملك المنافس. يخسر المنافس المباراة إذا تعرض ملكه لوضعية كش مات.

- تعدّ المباراة تعـادلاً حين لا يمكن لأي من اللاعبين تنفيذ «كش مات» لملك منافسه.

### الوضع الابتدائي للقطع على رقعة الشطرنج
تتألف رقعة الشطرنج من شبكة مربعات 8 × 8 تكون 64 مربعاً متساوياً تتناوب بين اللون الفاتح (المربعات البيضاء)، واللون الغامق (المربعات السوداء) توضع رقعة الشطرنج بين اللاعبين بحيث يكون مربع الركن على يمين كل لاعب مربعا أبيضا.
عند بدء المباراة، يملك أحد الخصمين 16 قطعة لونها فاتح (القطع البيضاء) بينما يملك منافسه 16 قطعة لونها غامق (القطع السوداء).
هذه القطع هي كما يلي:
| القطعة      | عددها | الرمز في اللغة العربية | الرمز في اللغة الفرنسية | الرمز في اللغة الإنجليزية | شكل القطعة |
| ----------- | ----- | ---------------------- | ----------------------- | ------------------------- | ---------- |
| ملك         | (1)   | م - ملك                | R-Roi                   | King                      |            |
| وزير        | (1)   | و - وزير               | D -Dame                 | Queen                     |            |
| رخ / قلعة   | (2)   | ر - رخ                 | T-Tour                  | Rook                      |            |
| فيل         | (2)   | ف - فيل                | F-Fou                   | Bishop                    |            |
| حصان        | (2)   | ح - حصان               | C-Cavalier              | ملاحظة *KNight            |            |
| بيدق / جندي | (8)   | ب - بيدق               | P-Pion                  | Pawn                      |            |

- ملاحظة: يرمز للحصان في اللغة الإنجليزية بالحرف الثاني من كلمة knight لعدم الخلط بينه وبين قطعة الملك التي تبدء بنفس الحرف (K).
- تصف قطع الشطرنج على رقعة اللعب قبل بداية اللعب كما هو مبين في الصور التالية:

.
|  |  |

- الأعمدة - Files أو Colonnes هي ثمانية مجموعات من المربعات الرأسـية الممـتدة من أمام أحـد اللاعبين باتجاه منافسه.
- الصفوف - Rangées أو Ranks هي ثمانية مجموعات من المربعات الأفقية الممتدة من يمين اللاعب إلى يساره.
- القطر - diagonale أو diagonal هو الخط المستقيم المكون من مربعات من نفس اللون ممتدة من ركن إلى ركن

### نقلات القطع
1.
- لا يُسمح بنقل قطعة إلى مربع تحتله قطعة أخرى من نفس اللون.

- إذا نقلت قطعة إلى مربع تحتله إحدى قطع الخصم، فإن الأخيرة تؤسر وتبعد من الرقعة كجزء من نفس النقلة.

- يُقال أن قطعة تهاجم قطعة للخصم إذا كانت قادرة على أسرها في المربع الذي تقف عليه ما عدا قطعة الملك التي لا يمكن أسرها ولا إخراجها من الرقعة.

- يمنع على قطعة ما الحركة إذا كانت حركتها تفتح الهجوم على ملكها أو تضعه تحت التهديد ويقال في هذه الحالة أنها قطعة مسمرة أو تحت التسمير (أو يقال أحيانا مربوطة أو تحت الربط)

2. الفيل: يمكن تحريكه إلى أي مربع عبر القطر (الوتر) الذي يقف عليه
3. القلعة: يمكن تحريكها إلى أي مربع عبر العمود أو الصف الذي تقف عليه
4. الوزير: يمكن تحريكه إلى أي مربع عبر العمود أو الصف أو القطر الذي يقف عليه
| حركة الفيل | حركة الفيل |
| ---------- | ---------- |

| حركة الرخ | حركة الرخ |
| --------- | --------- |

| حركة الوزير | حركة الوزير |
| ----------- | ----------- |

5. عند القيام بهذه النقلات لا يمكن لأي من القطع التي ذكرت (الفيل والقلعة والوزير) أن تقفز فوق أخرى تعترض طريقها.
6. الحصان: يتحرك على شكل الحرف اللاتيني «L» ولا يمكنه أن يتحرك خطياً (سواءً عمودياً أو أفقياً أو قطرياً).وهي القطعة الوحيدة القادرة على القفز فوق باقي القطع سواءً من معسكرها أو من معسكر الخصم.
7. البيدق:
- (أ) يمكن تحريكه إلى الأمام عبر العمود الذي يقف عليه إلى المربع الشاغر الموجود أمامه مباشرة.أو:

- (ب) في نقلته الأولى يمكن تحريك البيدق كما في (أ) أو تحريكه مربعين على نفس العمود بشرط أن يكون المربعين خاليين من القطع. أو:

- (ت) يمكن تحريك البيدق إلى مربع أمامه قطريا على عمود مجاور تحتله قطعة منافسة آسرا تلك القطعة.

- كما يمكن للبيدق إنجاز حركتين اخريين في حالات خاصة وهما الأخذ بالتجاوز وترقية البيدق (أنظر الفقرتين المواليتين).

### الأخذ بالتجاوز

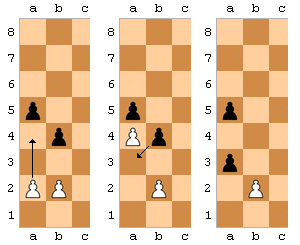
الأخذ بالتجاوز

الأسر بالتجاوز (بالفرنسية: en passant): عندما يتحرك البيدق مربعين في أول حركة له من مربعه الأصلي يستطيع بيدق الخصم الموجود في الصف الخامس أن يأسره كما لو أنه تحرك مربع واحد فقط. وهذا يعرف بالأسر بالتجاوز.
هذه الحركة موجودة في الشطرنج الأوروبي ولا وجود لها في الشطرنج الاسيوي.

### الترقية
ترقية البيدق وتحدث عندما يتحرك البيدق من موقعه الأصلي إلى الصف الأخير من صفوف الخصم يمكن ترقيته بأحد القطع الأخرى ويكون محمي وهي الوزير والفيل والقلعة والحصان.

### التبييت
التبييت أو التحصين (و أحيانا يقال لها «قلعة») هي حركة خاصة في الشطرنج يتحرك فيها الملك على غير العادة خانتين إلى اليمين أو اليسار ثم تنقل القلعة  التي تحرك في اتجاهها الملك وتوضع في الخانة التي توجد بعده مباشرة. عند التبييت يجب أن يتحرك الملك أولا.

## كيفية تحريك القطع
1 يجب أداء كل نقلة بيد واحدة فقط.
2 يحق للاعب صاحب النقلة أن يضبط وضع قطعة أو أكثر على مربعاتها بشرط الإعلان عن رغبته مسبقاً كأن يقول مثلاً: أصلح، J’adoube أوI adjust
وتعني «سوف أضبط القطع».
3 إذا خالف لاعب الشرط السابق ولمس متعمداً على الرقعة أثناء دوره في النقل:
- (أ) قطعة أو أكثر من قطعه، فيجب عليه أن يُحرك أول قطعة لمسها يمكن تحريكها، أو:

- (ب) قطعة أو أكثر من قطع منافسه، فيجب عليه أن يأسر أول قطعة لمسها يمكن أسرها.

- (ت) قطعة من كلا اللونين، فيجب عليه أسر قطعة منافسه بقطعته. فإذا كان هذا غير ممكن قانوناً فيجب عليه أن يحرك أو يأسر أول قطعه لمسها يمكن تحريكها أو أسرها. وإذا تعذر معرفة أي القطعتين قد لمسها أولاً فإنه يجب اعتبار قطعة اللاعب قد لُمست قبل قطعة منافسه.

4 
- (أ) إذا لمس اللاعب متعمداً ملكه ورخه فعليه التبييت في هذا الجانب إذا كان هذا ممكن قانونا.

- (ب) إذا لمس اللاعب متعمداً رخه ثم ملكه، فلن يُسمح له بالتبييت في هذا الجانب في تلك النقلة وتطبق في هذه الحالة أحكام المادة 3 (أ)

- (ت) إذا أراد اللاعب التبييت ولمس الملك أو الملك والرخ في نفس الوقت ثم اتضح أن التبييت في هذا الجانب غير قانوني، فيجب على اللاعب أن يحرك ملكه نقلة قانونية بما في ذلك إمكانية التبييت في الجانب الآخر فإذا لم يكن للملك أي نقلة قانونية، عندئذ يلعب اللاعب أي نقلة قانونية.

- (ث) عندما يقوم اللاعب بترقية بيدق، فإن حقه في اختيار القطعة ينتهي بمجرد أن تلمس القطعة مربع الترقية. ((عندئذ لا يمكن تغييرها)).

5. إذا لم يكن ممكناً تحريك أو أسر أي من القطع الملموسة، فيحق للاعب أداء أي نقلة قانونية.
6.إذا تركت يد اللاعب قطعة في مربع ما - كنقلة قانونية أو كجزء من نقلة قانونية- فلا يمكن نقل هذه القطعة إلى مربع آخر. تعدّ النقلة منتهية عندما تستوفي جميع الشروط المنصوص عليها في المادة 3.
- (أ) في حالة الأسر: عندما يُبعد اللاعب قطعة منافسة من الرقعة ويضع قطعته في مربعها الجديد وتتحرر قطعته من يده.

- (ب) في حالة التبييت: عندما يتحرر الرخ من يد اللاعب في مربعه الجديد الذي عبره الملك. إذا ترك اللاعب الملك من يده فإن النقلة لا تعدّ منتهية ولكن لا يحق للاعب أداء نقلة أخرى غير التبييت في هذا الجانب إذا كان ذلك قانوني.

- (ت) في حالة الترقية: عندما يُبعد اللاعب بيدقه من الرقعة وتتحرر القطعة الجديدة من يد اللاعب بعد وضعها في مربع الترقية. إذا ترك اللاعب بيدقه في مربع الترقية فلا تعدّ النقلة منتهية ولكن لا يحق للاعب تحريك بيدقه إلى مربع آخر.

7. يفقد اللاعب حقه في المطالبة بتطبيق القانون على منافسه الذي انتهك أحكام المادتين 3 أو 4، إذا لمس متعمدا أي قطعة.

## إتمام وإنهاء المباراة
1
- (أ) يفوز بالمباراة اللاعب الذي «كش مات» ملك منافسه وهذا ينهي المباراة فوراً بشرط أن تكون النقلة التي أدت إلى وضعية الكش مات نقلة قانونية
- (ب) يفوز بالمباراة اللاعب الذي يعلن منافسه الاستسلام وهذا ينهي المباراة فوراً.

2
- (أ) تعدّ المباراة تعادلا عندما يكون اللاعب صاحب النقلة ليس لديه أية نقلة قانونية وملكه ليس في حالة كش. تعرف هذه بوضعية Stalemate أو Pat ((خنق الملك أو باطه))، وعندئذ تنتهي المباراة فوراً بشرط أن تكون النقلة التي أدت إلى هذه الوضعية نقلة قانونية.
- (ب) تعدّ المباراة تعادلا إذا ظهرت وضعية لا يستطيع خلالها أي من اللاعبين تنفيذ كش مات لملك منافسه بأية سلسلة من النقلات القانونية. تعرف هذه بالوضعية الجامدة Dead position وعندئذ تنتهي المباراة فورا بشرط أن تكون النقلة التي أدت إلى هذه الوضعية نقلة قانونية.
- (ت) تعدّ المباراة تعادلا عند اتفاق اللاعبين خلال المباراة. عندئذ تنتهي المباراة فوراً. راجع المادة x
- (ث) تعدّ المباراة تعادلا لو أن وضعاً متماثلاً سيظهر حالا أو قد ظهر على الرقعة ثلاث مرات على الأقل. (راجع المادة x)
- (ج) تعدّ المباراة تعادلا إذا كان اللاعبان قد لعبا آخر 50 نقلة متتالية على الأقل بدون تحريك بيدق أو بدون أسر أي قطعة. راجع المادة x

## قواعد المنافسات

### أمور غير قانونية
1
- (أ) إذا تبين أثناء المباراة أن الوضع الابتدائي للقطع كان غير صحيح، فإن المباراة يجب أن تلغي وتلعب مباراة جديدة.

- (ب) إذا تبين أثناء المباراة أن الخطأ الوحيد هو أن الرقعة وُضعت بشكل مخالف للمادة 2-1، فيجب نقل الوضع الذي وصلت إليه المباراة إلى رقعة موضوعة بطريقة صحيحة ثم تستكمل المباراة.

2- إذا بدأت المباراة بألوان معكوسة ((لاعب القطع السوداء لعب بالقطع البيضاء)) فيجب أن تستمر المباراة إلا إذا قرر الحكم غير ذلك.
3 إذا أزاح اللاعب قطعة أو أكثر من مكانها فيجب عليه تصحيح الوضع على حساب وقته. يحق للاعب أو منافسه إيقاف الساعتين وطلب مساعدة الحكم الذي يجوز له أن يُعاقب اللاعب الذي أزاح القطع.
4-
- (أ) إذا تبين أثناء المباراة أن نقلة غير قانونية قد تمت بما في ذلك عدم تنفيذ ترقية البيدق بشكل صحيح أو أسر الملك، فيجب إعادة الوضع إلى ما كان عليه قبل هذه النقلة. فإذا تعذر معرفة الوضع قبل هذه النقلة، فإن المباراة تستأنف من آخر وضع يمكن التعرف عليه قبلها. تضبط الساعتين وفقاً لأحكام المادة x وتطبق المادة x على النقلة البديلة للنقلة غير القانونية ثم تستكمل المباراة من الوضع بعد التصحيح.

- (ب) بعد تطبيق أحكام المادة x (أ) وفي أول مخالفتين للاعب، يقوم الحكم بمنح المنافس وقتا إضافيا قدره دقيقتين في كل مرة. فإذا قام نفس اللاعب بأداء نقلة غير قانونية للمرة الثالثة، يُعلن الحكم خسارته للمباراة.

5-إذا أزيحت بعض القطع أثناء المباراة من مربعاتها، فيجب إعادة الوضع إلى ما كان عليه قبل حدوث هذا الخلل. فإذا تعذر معرفة الوضع الذي كان قبل حدوث الخلل مباشرة، فإن المباراة تستأنف من آخر وضع يمكن التعرف عليه قبل حدوث الخلل. تضبط الساعتين وفقا لأحكام المادة x وتستكمل المباراة من الوضع بعد التصحيح.

### تسجيل النقلات

تسمية المربعات

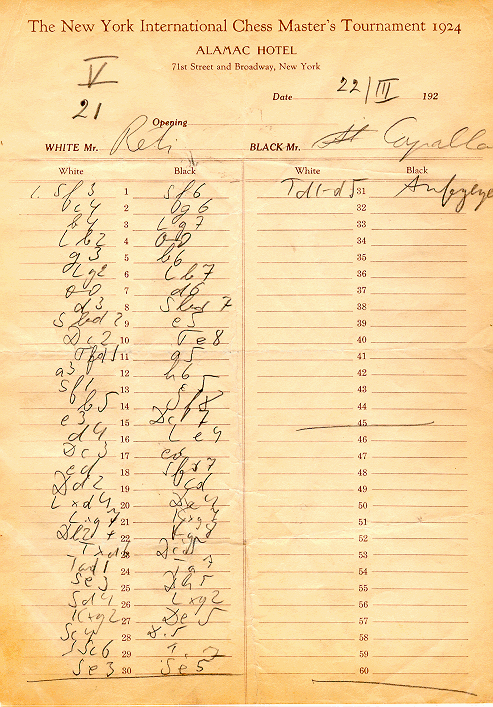
ورقة تسجيل للدور الذي جمع بين ريتي وكابابلانكا في الدوري العالمي نيويورك 1924

1. يجب أن يسجل كل لاعب أثناء اللعب نقلاته ونقلات منافسه نقلة بعد أخرى بشكل واضح ومقروء قدر الإمكان وفقا للطريقة الجبرية (الملحق الخامس) وذلك على ورقة التسجيل المخصصة للمباراة. يُمنع تسجيل النقلات مسبقاً إلا عند طلب اللاعب للتعادل طبقا للمادة 9-2 أو 9-3. يستطيع اللاعب الرد على نقلة منافسه قبل تسجيلها إذا رغب ولكن عليه تسجيل نقلته السابقة قبل أداء نقلة أخرى. يلتزم اللاعبان بتسجيل عرض التعادل على ورقة التسجيل (الملحق الخامس فقرة 13). إذا كان اللاعب لا يستطيع التسجيل فيمكنه الاستعانة بشخص- يقبله الحكم – لتسجيل النقلات وعندئذ يقوم الحكم بضبط الساعة بشكل عادل. ((خصم وقت من اللاعب)).
2. يجب أن تكون ورقة التسجيل ظاهرة ومرئية للحكم طوال المباراة.
3. أوراق التسجيل هي ملك لمنظمي المنافسات والبطولات.
4. إذا بقي للاعب أقل من خمس دقائق على ساعته في فترة من المباراة ولم يكن هناك إضافة 30 ثانية أو أكثر عقب كل نقلة، عندئذ يمكنه عدم التقيد بأحكام المادة 8-1 وعقب سقوط أحد العلمين مباشرة، يجب على اللاعب استكمال كافة النقلات غير المسجلة في ورقة تسجيله قبل أداء أي نقلة على الرقعة.
5. 3 حالات:
  - (أ) إذا كان اللاعبان غير مطالبين بتسجيل النقلات وفقاً للمادة 8-4، يقوم الحكم أو مساعده بتسجيل النقلات وعقب سقوط أحد العلمين مباشرة يوقف الحكم الساعتين ويستكمل اللاعبان النقص في ورقة التسجيل مع الاستعانة بورقة تسجيل الحكم أو ورقة تسجيل المنافس.
  - (ب) إذا كان هناك لاعب واحد غير مطالب بتسجيل النقلات وفقاً للمادة 8-4 فيجب عليه استكمال النقص في ورقة تسجيله عقب سقوط أحد العلمين مباشرة وقبل أداء أي نقلة على الرقعة. إذا كان اللاعب هو صاحب النقلة فيمكنه الاستعانة بورقة تسجيل منافسه بشرط إعادتها قبل أداء النقلة.
  - (ج) إذا لم تتوفر ورقة تسجيل كاملة فيجب على اللاعبين مراجعة جميع نقلات المباراة على رقعة أخرى تحت إشراف الحكم أو مساعده الذي يجب عليه تسجيل الوضع الفعلي على الرقعة وتوقيت الساعتين وعدد النقلات الملعوبة (إذا كان معلوما) وذلك قبل البدء في مراجعة نقلات المباراة.
6. إذا تعذر استكمال النقص في ورقتي التسجيل لمعرفة ما إذا كان أحد اللاعبين قد تجاوز الوقت المحدد، تعدّ أول نقلة تالية يؤديها اللاعب هي أول نقلة للفترة الزمنية التالية إلا إذا كان واضحا أن نقلات أكثر قد لُعبت
7. يقوم اللاعبان في نهاية المباراة بالتوقيع على ورقتي التسـجيل بعد تسجيل نتيجة المباراة. إذا تم تسجيل النتيجة بصورة غير صحيحة فإنها تظل قائمة إلا إذا قرر الحكم غير ذلك.

### المباراة التعادل
1-
- (أ) يجب على اللاعب الذي يرغب في عرض التعادل أن يقوم بذلك بعد أداء نقلته علي الرقعة وقبل إيقاف ساعته وتشغيل ساعة منافسه. وأي عرض يُقدم في وقت آخر أثناء اللعب يُعتبر سارياً ولكن يجب مراعاة أحكام المادة 12-5. لا يجوز أن يقترن عرض التعادل بأية شروط. وفي كلتا الحالتين لا يحق للاعب أن يتراجع عن العرض الذي يظل سارياً حتى يقبله المنافس أو يرفضه شفهياً أو يرفضه بأن يلمس قطعة لتحريكها أو أسرها أو تنتهي المباراة بطريقة أخرى.

- (ب) يجب أن يقوم اللاعبان بتسجيل عرض التعادل في ورقة التسجيل بوضع الرمز (=). راجع الملحق الخامس فقرة 13

- (ج) إن طلب التعادل وفقا لأحكام المواد 9-2، 9-3 أو 10-2 يمكن اعتباره عرضا بالتعادل.((يمكن للمنافس قبوله دون انتظار قرار الحكم))

2- تعدّ المباراة تعادلاً بناءً على طلب صحيح من اللاعب صاحب النقلة إذا تبين أن نفس الوضع للمرة الثالثة على الأقل (ليس بالضرورة تكرار النقلات):
- (أ) آخذ في الظهور بعد النقلة التي سجلها اللاعب في ورقة تسجيله ثم أخبر الحكم بأنه ينوي أداء تلك النقلة؛ أو

- (ب) أن الوضع قد ظهر حالا على الرقعة واللاعب الذي يطلب التعادل هو صاحب النقلة. ((ظهور الوضع على الرقعة للمرة الثالثة حدث نتيجة نقلة المنافس الأخيرة، عندئذ يحق للاعب طلب التعادل)).

تعـتبر الأوضــاع المشـار إليها في (أ)، (ب) متماثلة إذا كان نفس اللاعب هو صـاحب النقـلة وكانت القطع من نفس النوع واللون تحتل نفس المربعات وكانت التحركات الممكنة لجميع قطع اللاعبين هي نفسها لم تتغير. ولا تعدّ الأوضاع متماثلة إذا كانت هناك إمكانية أسر بيدق أثناء المرور ثم لم يعد ممكنا أو أن الحق في التبييت قد تغير سواء بصورة مؤقتة أو دائمة.
3 تعدّ المباراة تعادلاً بناءً على طلب صحيح من اللاعب صاحب النقلة إذا:
- (أ) كتب على ورقة تسجيله وأعلن للحكم رغبته في أداء نقلة تؤدي إلى إتمام 50 نقلة متتالية لكلا اللاعبين بدون تحريك بيدق وبدون أسر قطعة. أو

- (ب) كانت الخمسين نقلة المتتالية الأخيرة والتي لعبها كلا اللاعبين قد تمت بدون تحريك بيدق وبدون أسر قطعة.

4 - إذا قام اللاعب بأداء نقلته دون أن يطلب التعادل استنادا لأحكام المادة 9-2 أو المادة 9-3، فإنه يفقد بهذه النقلة حقه في المطالبة.
5 - إذا طلب اللاعب التعادل استنادًا لأحكام المادة 9-2 أو 9-3، فيجب عليه أن يوقف الساعتين فوراً ولا يحق له أن يتراجع عن طلبه:
- (أ) إذا تبين أن الطلب صحيحاً، تنتهي المباراة فورًا بالتعادل.

- (ب) إذا تبين أن الطلب غير صحيح فيجب على الحكم أن يضيف ثلاثة دقائق إلى الوقت المتبقي للمنافس مع خصم نصف الوقت المتبقي للاعب (صاحب الطلب) بحد أقصى ثلاث دقائق إذا كان لديه أكثر من دقيقتين. ولكن إذا كان متبقيا للاعب أكثر من دقيقة وأقل من دقيقتين فيتم ضبط الوقت المتبقي له ليصبح دقيقة واحدة. أما إذا كان متبقيا للاعب أقل من دقيقة واحدة فلا يخصم الحكم شيئا من وقته، وعندئذ تستأنف المباراة ويجب على اللاعب أداء النقلة التي أعلن عنها.

6- تعدّ المباراة تعادلاً إذا وصلت إلى وضع لا يمكن معه تنفيذ كش مات بأية سلسلة نقلات قانونية ممكنة حتى مع أسوأ حالات اللعب، عندئذ تنتهي المباراة بشرط أن تكون النقلة التي أدت إلى هذه الوضعية نقلة قانونية.

### ساعة الشطرنج

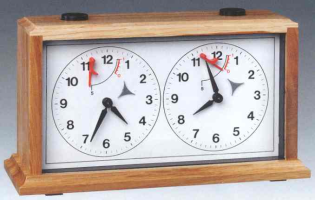
مؤقت زمني كلاسيكي (ميكانيكي)

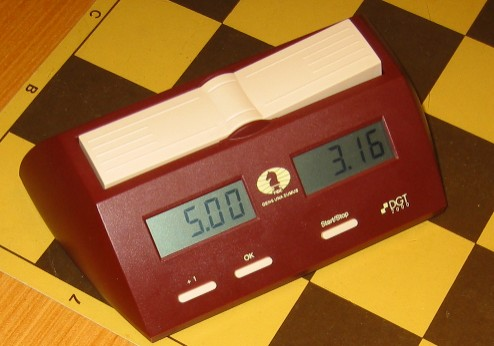
مؤقت زمني إلكتروني

1 ساعة الشطرنج هي ساعة مزودة بشاشتي عرض للوقت متصلتين يبعضهما بحيث تسمح لساعة واحدة فقط بالعمل في كل مرة.
«الساعة» في قانون الشطرنج تعني إحدى شاشتي عرض الوقت.
«سقوط العلم» تعني انتهاء الوقت المحدد للاعب. ((أو ظهور مؤشر انتهاء الوقت في الساعة الإلكترونية)).
2
- (أ) عند استعمال ساعة الشطرنج يجب على كل لاعب أداء حد أدنى من عدد النقلات أو كل النقلات في وقت محدد ويجوز أن يُمنح وقت إضافي بعد كل نقلة. كل هذه الأمور يجب تحديدها مسـبقاً.

- (ب) يُضاف الوقت الذي يدخره اللاعب في إحدى الفترات الزمنية إلى الوقت المخصص له للفترة التالية إلا في حالة تطبيق نظام «الوقت المُؤخر». في نظام «الوقت المُؤخر»: Mode Time delay يُمنح كل لاعب «وقت تفكير أساسي» وكذلك يحصل على «وقت إضافي ثابت» لكل نقلة. يبدأ احتساب الوقت الأساسي فقط بعد انتهاء الوقت الإضافي. إذا أوقف اللاعب ساعته قبل انتهاء الوقت الإضافي، فإن الوقت الأساسي لا يتغير بصرف النظر عن نسبة الوقت الإضافي المستهلك

3 كل ساعة مزودة بـ «علم» ((أو مؤشر)) وفور سقوط العلم ((أو ظهور المؤشر)) يجب التحقق من متطلبات المادة 6-2 (أ).
4 يقرر الحكم قبل بدء المباراة مكان وضع ساعة الشطرنج.
5 في الوقت المحدد لبداية المباراة، يتم تشغيل ساعة اللاعب الذي لديه القطع البيضاء.
6 إذا لم يحضر اللاعبان عند البداية، فإن لاعب القطع البيضاء يخسر الوقت الذي ينقضي حتى وصوله إلا في الحالات التي تنص عليها أنظمة اللعب أو أن يقرر الحكم بطريقة أخرى ((خصم وقت التأخير من كلا اللاعبين))
7 يخسر اللاعب المباراة إذا تأخر في الوصول إلى رقعة الشطرنج أكثر من ساعة زمنية ((60 دقيقة)) بعد الوقت المحدد لبداية جلسة اللعب؛ إلا في الحالات التي تنص عليها أنظمة اللعب أو أن يقرر الحكم غير ذلك.
8
- (أ) أثناء المباراة يقوم كل لاعب بعد أداء نقلته على الرقعة بإيقاف ساعته وتشغيل ساعة منافسه. يجب أن يُسمح للاعب دائماً بإيقاف ساعته ولا تعدّ النقلة منتهية حتى يقوم اللاعب بذلك إلا إذا كانت هذه النقلة تنهي المباراة.(راجع المادتين 5-1، 5-2). يعدّ الوقت المستهلك ما بين قيام اللاعب بأداء نقلته وحتى إيقاف ساعته جزءا من الوقت المخصص له.

- (ب) يجب على اللاعب أن يوقف ساعته بنفس اليد التي نقل بها نقلته. يُمنع اللاعب أن يترك إصبعه على زر الساعة أو أن يحوم بيده فوقه

- (ت) يجب على اللاعبين استعمال ساعة الشطرنج بشكل لائق. يُمنع ضغط زر الساعة بقوة أو رفعها من مكانها أو ضربها بعنف. يُعاقب كل من يستعمل الساعة بشكل غير لائق وفقاً للمادة (13-4).

- (ث) إذا كان اللاعب لا يستطيع استعمال الساعة فيمكنه الاستعانة بشخص - يقبله الحكم - للقيام بدلا منه بالضغط على زر الساعة وعندئذ يقوم الحكم بضبط الساعة بشكل عادل. ((خصم وقت من اللاعب)).

9- يعد علم ((أو مؤشر)) الساعة ساقطاً حينما يراه الحكم أو حين يشير أحد اللاعبين إلى سقوطه وتكون إشارته صحيحة.
10- باستثناء الحالات التي تطبق فيها المادة 5-1 أو أحد المواد 5-2 (أ)، (ب)،(ت) يُعتبر اللاعب خاسرا للمباراة إذا لم يُكمل اللاعب العدد المطلوب من النقلات في الوقت المحدد إلا أن المباراة تعدّ تعادل إذا كان الوضع على الرقعة لا يسمح للمنافس بتنفيذ كش مات لملك اللاعب بأية سلسلة من النقلات القانونية الممكنة.
11- تعدّ أي إشارة تظهرها الساعة حاسمة ونهائية إلا في حالة وجود خلل واضح، عندئذ يجب على الحكم أن يستبدل الساعة ويستعمل أفضل ما لديه من حكمة لتحديد وضبط الوقت على الساعة البديلة.
12- إذا سقط العلمان وتعذر معرفة أيهما سقط أولا ً فيجب عندئذ:
- (أ) استمرار المباراة إذا حدث ذلك في أي فترة زمنية عدا الأخيرة.

- (ب) إعلان التعادل إذا حدث ذلك في فترة من المباراة كان يستلزم خلالها تنفيذ كل النقلات المتبقية.((وعندما تكون المباراة فترة واحدة)). ((الساعة الإلكترونية الرقمية تحدد اللاعب الذي انتهي وقته أولا وبالتالي تطبق المادة 6-10))

13
- (أ) يوقف الحكم الساعتين إذا كانت هناك حاجة لإيقاف المباراة.

- (ب) يستطيع اللاعب إيقاف الساعتين فقط لطلب مساعدة الحكم، مثلا عند الترقية في حال عدم توفر القطعة المطلوبة.

- (ت) يقرر الحكم متى يستأنف المباراة في كل حالة.

- (ث) إذا أوقف اللاعب الساعتين لطلب مساعدة الحكم فسوف يقرر الحكم إذا كان اللاعب لديه أي سبب قانوني لطلب المساعدة. فإذا اتضح عدم وجود سبب قانوني لإيقاف الساعتين فإن اللاعب يُعاقب وفقا للمادة 13-4

14- إذا ظهر وضع غير قانوني و/أو في حال إعادة القطع إلى وضع سابق فيجب على الحكم استعمال أقصى حكمته لتحديد الوقت الذي يجب أن يظهر على الساعتين. ويحق للحكم أيضا عند الضرورة ضبط عدد النقلات الموضح بالساعة.
15- يُسمح داخل صالة اللعب بوجود شاشات العرض وشاشات الحاسوب ورقعات العرض التي توضح الوضع الجاري على الرقعة وعدد النقلات الملعوبة ويُسمح باستعمال الساعات التي توضح عدد النقلات. إلا أنه لا يحق للاعب تقديم أي احتجاج مستنداً فقط على معلومات تظهر في هذه الوسائل.

### نتيجة المباراة
ما لم يُعلن مسبقاً غير ذلك، فإن اللاعب يحصل على نقطة إذا فاز بالمباراة أو تغيب منافسه، ويحصل الخاسر أو الغائب على صفر، وفي حالة التعادل يحصل كل لاعب على نصف نقطة.

### سلوك اللاعبين
1 يمتنع اللاعبون عن القيام بأي تصرف أو سلوك يؤثر على السمعة الجيدة لمباراة الشطرنج.
2 
- (أ) يُمنع اللاعبون أثناء المباريات من الاستفادة من أي ملاحظات مكتوبة أو مصدر معلومات أو نصيحة أو تحليل المباراة على رقعة أخرى.

- (ب) يُمنع قطعيا إحضار الهواتف المتحركة أو أي وسائل اتصال إلكترونية غير مصرح بها من قبل الحكم إلى داخل قاعة اللعب. تعلن خسارة اللاعب للمباراة إذا رن هاتفه المتحرك داخل القاعة أثناء اللعب ويحدد الحكم نتيجة المنافس.

3 يجب استخدام ورقة التسجيل فقط في تسجيل النقلات وأوقات الساعتين وعروض التعادل والأمور المتعلقة بالمطالبات والمعلومات ذات العلاقة.
4 يُعتبر اللاعبون الذين أنهوا مبارياتهم مثل المشاهدين.
5 لا يُسمح للاعبين بمغادرة مكان اللعب دون إذن الحكم. يحدد مكان اللعب كما يلي:- منطقة المباريات- منطقة الاستراحة والمشروبات – منطقة التدخين - المراحيض- وأي أماكن أخرى يحددها الحكم. لا يُسمح للاعب صاحب النقلة بمغادرة منطقة المباريات بدون إذن من الحكم.
6 يُمنع التشويش على المنافس أو إزعاجه بأي شكل بما في ذلك طلبات التعادل غير المنطقية أو الطلبات الأخرى غير المقبولة.
7 إن أية مخالفة لأحكام المواد 1 وحتى 6، تؤدي إلى عقوبات وفقاً للمادة (أنظر المادة 4 في فقرة دور الحكم).
8 يُعاقب اللاعب بإعلان خسارته للمباراة عندما يرفض بإصرار الالتزام بقوانين الشطرنج ويقرر الحكم نتيجة منافسه.
9 إذا كان اللاعبان مذنبين وفقاً للمادة 8، تعلن خسارتهما للمباراة.

### دور الحكم
1- يجب على الحكم مراقبة تطبيق أحكام قوانين الشطرنج بكل دقة.
2 - يجب أن يعمل الحكم بأقصى طاقاته لصالح المباريات والتأكد من وجود منـاخ جيد للعب دون أي إزعاج للاعبين مع مراقبة حُسن سير المباريات.
3 - يجب على الحكم مراقبة المباريات خاصة عندما يكون اللاعبون لديهم وقت قليل وتنفيذ القرارات التي يتخذها ومعاقبة اللاعبين عند أي مخالفة.
4- يحق للحكم اتخاذ واحدة أو أكثر من العقـــوبات التالية:
- (أ) إنذار.

- (ب) زيادة الوقت المتبقي للمنافس.

- (ت) تقليل الوقت المتبقي للاعب المخالف.

- (ث) إعلان خســـارة المباراة.

- (ج) تقليل النقاط التي حققها الطرف المخالف في المباراة.

- (ح) زيادة النقاط التي حققها المنافس في المباراة إلى الحد الأقصى.

- (خ) الطرد من المباريات.

5 - يحق للحكم منح أحد اللاعبين أو كليهما وقتاً إضافياً إذا حدث أي إزعاج خارجي للمباراة.
6 - لا يحق للحكم التدخل في أي مباراة إلا في الحالات المذكورة في القوانين. وعليه عدم الإشارة إلى عدد النقـــلات الملعـوبة إلا عند تطبيق المادة 8-5 عندما يسقط أحد العلمين على الأقل. يجب أن يمتنع الحكم عن تنبيه اللاعب بأن منافسه قد لعب نقلته أو أن اللاعب لم يضغط على ساعته.
7-
- (أ) لا يحق للمشاهدين واللاعبين في مباريات أخرى أن يتكلموا أو يتدخلوا في المباراة ويحق للحكم عند الضرورة طرد المخالفين من مكان اللعب.

- (ب) لا يُسمح لأي شخص باستخدام الهاتف المتحرك داخل قاعة اللعب وأي منطقة أخرى يحددها الحكم.

### قواعد اللعب مع اللاعبين العميان ومعاقي البصر
1- يجب أن يكون لمدير الدورة صلاحية تطبيق القواعد التالية حسب الظروف المحلية. في المنافسات التي يلعب فيها الأسوياء مع معاقي البصر (العميان قانونا)، يحق لكل لاعب أن يطلب استخدام رقعتي شطرنج، فاللاعب المبصر يستخدم رقعة شطرنج عادية بينما يستخدم اللاعب معاق البصر رقعة شطرنج خاصة يجب أن تتوفر بها المتطلبات التالية:
- (أ) مساحة الرقعة على الأقل 20 × 20 سنتيمتر.

- (ب) المربعات السوداء مرتفعة قليلا عن المربعات البيضاء.

- (ت) يوجد ثقب أمان في كل مربع لإحكام وضع القطع.

- (ث) كل قطعة لديها وتد صغير من الأسفل لتثبيتها في ثقب الأمان.

- (ج) القطع وفق تصميم «ستاونتون» وتميز القطع السوداء بعلامات خاصة.

2 - تنظم القواعد التالية اللعب مع معاقي البصر:
- 1- تعلن النقلات بوضوح ثم يقوم المنافس بتكرار الإعلان وتنفيذ النقلة عن رقعة الشطرنج الخاصة به. في حالة ترقية بيدق، يجب على اللاعب الإعلان عن القطعة المختارة. ولكي يكون الإعلان عن النقلة واضحا قدر الإمكان يُفضل استعمال الأسماء التالية بدل حروف الأعمدة في الطريقة الجبرية كما يلي:

سيزر C – Cessar بيللا B – Bella أنـا A – Anna
فيلكس F - Felix إيفا E – Eva دايفيد D – David
هيكتور H – Hector جوستاف G - Gustav
و تستعمل أرقام ألمانية للصفوف الثمانية من ناحية لاعب القطع البيضاء:
دراي 3 - drei تسفاي 2 - zwei آينز 1 - eins
زيكس 6 - sechs فنف 5 - fuenf فير 4 - vier
آهت 8 - acht زيبن 7 - sieben
- - يُعلن عن التبييت الطويل باللغة الألمانية (لانج روشادي)، والتبييت القصير (كورتز روشادي). وتحمل القطع أسماء ألمانية كما يلي: الملك (كونيج)- الوزير (دامه) - الرخ (طورم) - الفيل (لُويفر) - الحصان (شبرينجر) - البيدق (باوور).

2- على رقعة الشطرنج الخاصة باللاعب معاق البصر، تعدّ القطعة قد لمست عندما يتم إخراجها من ثقب الأمان.
3- تعدّ النقلة قد تم تنفيذها في الحالات التالية:
- (أ) في حالة الأسر: عند قيام اللاعب صاحب النقلة بإبعاد قطعة منافسه من رقعته

- (ب) عند وضع القطعة في ثقب أمان جديد.

- (ت) عند الإعلان عن نقلة.

عندئذ فقط يتم تشغيل ساعة المنافس.
- - عند تطبيق الفقرتين 2، 3 على اللاعب معاق البصر، فإن القوانين العادية تطبق على منافسه اللاعب المبصر.

4- يُسمح لمعاقي البصر باستعمال ساعة شطرنج خاصة يتوفر فيها ما يلي:
- (أ) ساعة شمسية مجهزة بعقارب معززة. توجد نقطة بارزة كل خمس دقائق ونقطتان بارزتان كل 15 دقيقة.

- (ب) علم خاص يُحس به بسهولة ومصمم بحيث يستطيع معاق البصر أن يستشعر عقرب الدقائق في آخر خمس دقائق من كل ساعة زمنية.

5- يجب أن يقوم معاق البصر بتسجيل نقلات المباراة سواء بطريقة «برايل» أو الكتابة العادية أو تسجيل النقلات بالصوت من خلال شريط كاسيت.
6-أي زلة لسان أثناء الإعلان عن نقلة يجب أن تصحح فورا قبل تشغيل ساعة المنافس
7- إذا حدث أثناء مباراة أن الوضعية على رقعتي الشطرنج كانت مختلفة فيجب تصحيح ذلك بمساعدة المسئول عن المباراة مع الاستعانة بورقتي تسجيل اللاعبين. إذا كانت ورقتي التسجيل متطابقتين فإن اللاعب الذي سجل نقلة صحيحة ثم نفذ نقلة خطأ، عليه تصحيح الوضعية طبقا للنقلة المسجلة في ورقة تسجيله.
8-إذا كان هناك اختلاف في الوضعية على الرقعتين وكذلك في ورقتي التسجيل، فيجب استعادة النقلات إلى حيث تتفق ورقتي التسجيل معا ويقوم المسئول عن المباراة بإعادة ضبط الساعتين طبقا لذلك.
9- يحق للاعب معاق البصر أن يستعين بمساعد يقوم ببعض أو كل المهام التالية:
- (أ) تنفيذ نقلة اللاعب على رقعة منافسه.

- (ب) الإعلان عن نقلات كلا اللاعبين.

- (ت) تسجيل نقلات المباراة للاعب معاق البصر وتشغيل ساعة المنافس (يجب مراعاة أحكام المادة «3- ت» في هذه الحالة)

- (ث) إبلاغ اللاعب معاق البصر - فقط عند طلبه - بعدد النقلات الملعوبة والوقت المستهلك من قبل اللاعبين.

- (ج) المطالبة بتطبيق القوانين عند انتهاء الوقت المحدد وإبلاغ المسئول عن المباراة إذا لمس المنافس المبصر إحدى قطعه.

- (ح) القيام بالإجراءات القانونية الضرورية عند تأجيل المباراة.

- - إذا لم يستعن اللاعب معاق البصر بمساعد فيحق لمنافسه المبصر أن يستعين بمساعد للقيام بالواجبات المذكورة في الفقرتين 9 - (أ)، (ب).